# Мартина Малешев
Мартина Малешев (Дебељача, 23. август 1988) српски је писац, фотограф и хуманиста.

## Биографија
Уписује гимназију у Ковачици, општи смер и исте године сазнаје да је оболела од ретког малигног тумора. Наставља да похађа гимназију ванредно и успешно је завршава док се паралелно бори са канцером.
Свој први литерарни рад објављује на сајту гимназије. Њен рад бива запажан од стране професора и постаје збирка прича „Некоме ко то није заслужио” објављена 2005. године. Даљи ток живота збирке се наставља промовисањем у регионалним центрима и поновним издањем. Постаје поклон-књига за најбољи школски успех у школама Општине Ковачице.
После скоро двогодишњег лечења на Институту за онкологију и радиологију Србије, отпуштена је као неизлечен случај. Али годину дана касније уз помоћ алтернативне медицине канцер нестаје, а Мартина заједно са породицом наставља да даје савете о здравој исхрани оболелима. Своје искуство блиске смрти на објективан и користан начин преточила је у роман „Да ли знаш шта је најлепше на свету?”, објављен 2008. Исте године уписује Филолошки факултет Универзитета у Београду и наредне године проводи радећи као новинар, фото-репортер и блогер.
Паралелно се бави хуманитарним радом као члан, гост и суоснивач разних пројеката у многим удружењима за борбу против канцера у Србији. Суоснивач новог удружења специјално намењен младима оболелим од рака „Младице”. Године 2010, одлази у Латинску Америку као амбасадор своје земље на првом интернационалном конгресу младих излечених од рака. Наредних година постаје један од организатора првих регионалних окупљања младих излечених од рака, одржаних у Београду. Суоснивач првог радио-програма на интернету у Европи намењеном само искључиво оболелима од рака. Наставља да пише текстове и води емисију, да пише о здравој исхрани и да интерактује са људима који пролазе исто што и она.
Њен роман 2011. године објављује НУРДОР и сав приход бива дониран у хуманитарне сврхе. Роман се промовише по другим градовима и на Интернационалном сајму књига. Признање за свој хуманитарни рад на тему канцера добија као „Нај жена године”, 2012. године проглашена од стране читатеља дневних новина у Србији. Године 2014, одлази у Каталонију као волонтер програма Европске уније. Где ради као фотограф, професор енглеског и српског и као волонтер деце социјално-угроженог статуса, пише и представља српску културу. Године 2015. се сели у Валенсију, (Шпанија) у потрази за самом собом.

## Награде
- Фото изложба „Живот аутора”, у галерији, Ковачица, Србија, 2004.
- Члан клуба Југословенских писаца, 2008.
- Интернационални семинар младих излечених од рака, Кито, Еквадор, 2010.
- Курсеви креативног писања, Универзитет у Београду, 2009—2011.
- Курс дигиталне фотографије, Нови Сад, Србија, 2012.
- Награда за хуманитарни рад „Нај жена године”, Београд, 2012.
- Прва и друга регионална конвенција младих излечених од рака, Београд, 2013. и 2014.
- Дипломирани професор српског језика и књижевности, Универзитет у Београду, 2014.
- Награда за фотографију „Борба за опстанак” од стране Канон вебсајта, 2014.
- Награда за фотографију са путовања „Са друге стране времена”, 2014.
- Пројекат Европске уније, сертификат за волонтирање на интернационалном нивоу „ЈОУТХ ПАС”, Ла сеу де Ургел, Шпанија, 2014.
- Курс о имигрантима „Право на мигрирање”, Валенсија, Шпанија, 2015.
- Дигиталне изложбе фотографија „Некад и сад”, архив и „Магична природа”, музеј Ла сеу де Ургела, Шпанија, 2015.
- Семинар „Добар однос према себи и другима”, Валенсија, Шпанија, 2016.
- Нутриционистички курс факултета у Холандији, Интернет-курс, 2017.